# West Bromwich
West Bromwich és una ciutat del municipi metropolità de Sandwell, a West Midlands, conegut històricament com a Staffordshire, Anglaterra.
Es troba a 8 km al nord-oest de la ciutat de Birmingham, a la carretera A41, que uneix Londres amb Holyhead. West Bromwich forma part del País Negre (Black Country). West Bromwich és la ciutat més gran del Municipi de Sandwell amb una població de 136.940 habitants (2001).
La ciutat és coneguda pel seu club de futbol West Bromwich Albion FC. Aquest equip va guanyar una lliga el 1920 i cinc copes angleses.